# ساتورنينو يزانو غوتيريز
ساتورنينو يزانو غوتيريز (بالإسبانية: Saturnino Lizano Gutiérrez) (و. 1826 – 1905 م) هو سياسي من كوستاريكا .
تولى منصب قائمة رؤساء كوستاريكا (1882-07-06–1882-08-10) .